# Лалабалаву, Найкама
Рату Найкама Тавакеколати Лалабалаву (англ. Naiqama Tawakecolati Lalabalavu; род. 23 декабря 1953) — фиджийский политический и государственный деятель, президент Фиджи с 12 ноября 2024 года.

## Биография
Родился 23 декабря 1953 года.
В 1999 году был избран в Палату представителей.
Лалабалаву был назначен министром по делам Фиджи во время государственного переворота 2000 года. В коалиционном правительстве, которое было сформировано после восстановления демократии, Лалабалаву был назначен министром земель и ресурсов.
6 апреля 2003 года стало известно, что Лалабалаву выступил с призывом к пересмотру конституционных институтов страны. По его словам, политическая власть должна быть возвращена вождям Фиджи. Он призвал к упразднению Сената, функции которого, по его словам, мог бы взять на себя Большой Совет вождей. Он высказал мнение, что восстановление власти вождей приведёт к падению расовых барьеров, поскольку тогда вожди станут лидерами не только коренного народа, но и всего государства. Позднее Большой Совет отклонил данное предложение.
После того, как Лаисениа Нгарасе возглавил правительство Фиджи, Лалабалаву был назначен министром земель и минеральных ресурсов в его кабинете министров. Он был вынужден уйти в отставку со своего министерского поста после того, как был признан виновным и заключён в тюрьму за свои действия во время государственного переворота. Впоследствии он был освобождён в соответствии с приказом о принудительном надзоре, проведя в заключении лишь 11 дней от своего восьмимесячного срока.
23 февраля 2006 года появились сообщения о том, что некоторые вожди хотели выдвинуть кандидатуру Лалабалаву на должность президента или вице-президента на выборах 2006 года. Однако, когда Великий Совет собрался 8 марта, он переизбрал действующего главу государства на новый срок.
После парламентских выборов, состоявшихся в мае 2006 года, Лалабалаву вновь стал министром по делам Фиджи, а также возглавил министерство регионального развития. В декабре 2006 года он потерял свой пост в результате государственного переворота.
22 октября 2024 года он был выдвинут Народным альянсом на пост президента Фиджи. 31 октября он одержал победу на выборах и был приведён к присяге 12 ноября.